# マブハイ・インベストメント
マブハイ・インベストメント（Mabuhay Investment Corporation）はPLDTが保有する持株会社。かつてはマブハイ・サテライトとして知られており、通信衛星の運用を担うために設置された会社であった。アジア太平洋地域をカバーするアギラ2号を所有・運用しており、衛星通信関連サービスの提供も行っていた。また、スービックのマブハイサット・スービック宇宙センターとそのバックアップであるザンボアンガのマブハイサット・ザンボアンガ宇宙センターの2か所の宇宙センターを保有していた。

## 歴史
1994年11月10日、マブハイ・フィリピン・サテライト(Mabuhay Philippine Satellite Corporation、MPSC)として設立された。国内および世界的に放送や電気通信を提供できる国際衛星機材や他の形態の電気通信設備の製造・所有・運用・維持を目的に設立された。PLDTはかつてフィリピン・アギラ・サテライト(Philippine Agila Satellite Inc. PASI)と呼ばれる共同事業体に主要会員として参加していたが、その後技術者などを伴い離脱してMPSCを設立しており、後にPASIは競合企業となっている。
2003年4月10日にフィリピン国内だけでなく、世界的な衛星運用の理念を持つことから社名から"フィリピン"を外すことに理事会の過半数が同意した。
2008年、マブハイはProtoStarと衛星利用や相互関係の強化など幅広い範囲の合意を行ったが、ProtoStar社は破産し衛星の利用権なども売却された。マブハイはこの事業のために先行投資を行っていたために損害を出した。
2009年11月6日、マブハイはアジア・ブロードキャスト・サテライト社(ABS)と合意し衛星運用事業はABS社に売却された。フィリピンで衛星を保有・運用する唯一の企業であるため売却は大きな議論となり、技術的退行と独自性喪失などが指摘された。
2012年1月13日、証券取引委員会は定款の改正を許可し、マブハイ・サテライト(Mabuhay Satellite Corporation)はマブハイ・インベストメンツ(Mabuhay Investment Corporation)に社名を変更した。商業活動を停止し、衛星通信業から持株会社へ転換されている。

## 人工衛星
| 衛星      | 製造企業                     | 打ち上げ日    | ロケット   | 状況 | その他 |
| --------- | ---------------------------- | ------------- | ---------- | ---- | --- |
| アギラ1号 | ヒューズ                     | 1987年3月20日 | デルタ3920 | 退役 | 1987年にパラパB2Pとして打ち上げられ、1996年、マブハイ社が購入し、フィリピン最初の人工衛星となった。                                                                             |
| アギラ2号 | スペースシステムズ/ ローラル | 1997年8月19日 | 長征3号B   | 現役 | 現ABS-3。東経146度の位置に投入され、アジア太平洋地域をカバーし、スービック経済特別区の宇宙センターで運用していた。 ABS社への売却後、ABS-5となり、その後現在の名前に改称された。 |

## 註釈
1. ↑  Emmie V. Abadilla (2010年1月30日). “Firm investing $800 M to build 5 satellites”.   Manila Bulletin Publishing Corporation. 2020年6月27日閲覧。[リンク切れ]
2. ↑  “Facilities”.   Mabuhay Satellite Corporation. 2010年9月1日時点のオリジナルよりアーカイブ。2020年6月27日閲覧。
3. ↑  “PLDT forms satellite firm”. The Manila Standard. (1994年11月4日)
4. ↑  MacKie-Mason, Jeffrey; Waterman, David (2013-11-26). “Communication Satellite Policies in Asia”. Telephony, the Internet, and the Media: Selected Papers From the 1997 Telecommunications Policy Research Conference. Routledge. pp. 239-242. ISBN 1136684263 2016年1月19日閲覧。
5. ↑  “MABUHAY History in Briefs”.   Mabuhay Satellite Corporation. 2010年4月28日時点のオリジナルよりアーカイブ。2010年4月3日閲覧。
6. ↑  “PLDT terminates $50-M deal with satellite operator” (2009年5月18日). 2020年6月26日閲覧。
7. ↑  “ABS acquirres Mabuhay”.   www.absatellite.net (2012年7月11日). 2013年6月16日時点のオリジナルよりアーカイブ。2012年7月11日閲覧。
8. ↑  “Agila II: Philippines in cyperspace”. 2020年6月27日閲覧。
9. ↑  "PLDT Financial Information" (PDF) (Press release). 8 May 2013. 2013年12月24日時点のオリジナル (PDF)よりアーカイブ。2013年6月19日閲覧。
10. ↑  “Jonathan's Space Report No. 331”. 2009年8月8日時点のオリジナルよりアーカイブ。2010年4月3日閲覧。
11. ↑  “Agila 2 / ABS 5 → ABS 3 - Gunter's Space Page”. 2020年6月27日閲覧。